# Prosinec
 Prosinec  falu Horvátországban Zágráb megyében. Közigazgatásilag  Dubravicához tartozik.

## Fekvése
Zágrábtól 25 km-re, községközpontjától 2 km-re északnyugatra, a Szutla völgyében, a szlovén határ mellett fekszik.

## Története
A falunak 1857-ben 133, 1910-ben 195 lakosa volt. Trianon előtt Zágráb vármegye Zágrábi járásához tartozott. 2011-ben 93 lakosa volt.

## Lakosság
| Lakosság változása | Lakosság változása | Lakosság változása | Lakosság változása | Lakosság változása | Lakosság változása | Lakosság változása | Lakosság változása | Lakosság változása | Lakosság változása | Lakosság változása | Lakosság változása | Lakosság változása | Lakosság változása | Lakosság változása | Lakosság változása |
| ------------------ | ------------------ | ------------------ | ------------------ | ------------------ | ------------------ | ------------------ | ------------------ | ------------------ | ------------------ | ------------------ | ------------------ | ------------------ | ------------------ | ------------------ | ------------------ |
| 1857               | 1869               | 1880               | 1890               | 1900               | 1910               | 1921               | 1931               | 1948               | 1953               | 1961               | 1971               | 1981               | 1991               | 2001               | 2011               |
| 133                | 122                | 130                | 152                | 150                | 195                | 175                | 187                | 164                | 163                | 155                | 132                | 134                | 116                | 112                | 93                 |

## Külső hivatkozások
Dubravica község hivatalos oldala